# میکل فرر
میکل فرر (انگلیسی: Miquel Ferrer؛ ۲۸ نوامبر ۱۹۳۱ – ۲ ژانویهٔ ۲۰۲۱) بازیکن فوتبال اهل اسپانیا بود که در دهه ۱۹۵۰ دوران حرفه ای او بود. وی در پست هافبک بازی می‌کرد.